# Топчидерска црква Светих апостола Петра и Павла
Топчидерска црква Светих апостола Петра и Павла је храм Српске православне цркве који се налази на општини Савски венац у Београду. Смештена је у парку Топчидер и подигнута је између 1832. и 1834. године. Задужбина је кнеза Милоша Обреновића који је и био њен ктитор. У непосредној близини налазе се и Милошев конак, као и Црквени конак у Топчидеру.
Њен први иконостас су радили Димитрије Јакшић, Јован Стергевић („молер Јања“) и Константин Лекић. Од 1874. се налазио у обреновачкој цркви, а затим у цркви у Баричу. Рестауриран је 2013. године.
Садашњи иконостас су 1874. године радили Стеван Тодоровић и Никола Марковић. Црква је 2013. године била у фази реконструкције, која је завршена 2016. године.

## Градња
На месту где се данас налази храм раније је била велика, густа шума. Београд је представљао мало насеље са неколико стотина кућа, а Топчидер је био готово непознат заселак, који се почео спомињати тек након што је Кнез Милош у њему подигао свој конак. У Топчидеру су Турци држали своју артиљеријску посаду, они су му и дали то име, које значи тобџијски потоци. Како се пре тога звао остаје непознато, историчари сматрају да није имао неко нарочито име и да се због тога Турско задржало.
Када Београд постаје престоница, Кнез Милош је намерно изабрао Топчидер за свој конак, јер је тада био ван домашаја градских топова.
Према Милану М. Милићевићу Кнез Милош је подигао цркву на Топчидеру у знак захвалности што му је Карађорђе поштедео живот, приликом једног њиховог сукоба. Година почетка градње није прецизно утврђена, али се претпоставља да је то било одмах по добијању Хатишерифа 1830. године, а по некима пар година касније. Градња је коштала нешто преко 70.000 гроша, што је у то време била изузетно велика сума. Материјал је дао Кнез Милош из својих кречана и каменолома, а надзор над градњом водио је Тома Вучић Перишић. Кнез Милош се живо интересовао за све детаље у вези са црквом и желео је да зна сваку техничку појединост.
Говорило се да је то била најлепша црква у тадашњем Београду, а иако се не зна тачна година почетка градње, сасвим је сигурно да се прва Божија служба вршила у пролеће 1835. године.